# Punta Vuelta (Puerto Agradable)
La punta Vuelta (51°48′S 58°17′O / -51.800, -58.283) se encuentra en el este de la isla Soledad del archipiélago de las Malvinas. Administrativamente pertenece al departamento Islas del Atlántico Sur de la provincia de Tierra del Fuego, Antártida e Islas del Atlántico Sur.
Esta punta se ubica en la costa norte del puerto Agradable, en su lado más occidental; y también está al sudoeste de la caleta Playa.
En el extremo norte de la isla San José de este archipiélago, hay otra punta con el mismo nombre (51°46′S 60°54′O / -51.767, -60.900).